# Phigaliohybernia
Phigaliohybernia là một chi bướm đêm thuộc họ Geometridae.